# Nome-do-pai
O conceito de nome-do-pai, cunhado por por Jacques Lacan na obra The Psychoses (1955–1956), retoma a articulação do logos, como testemunho pela palavra e como processo e efeito de dedução lógica. Lacan cria esse conceito a partir de Freud (1909), que em Notas a um caso de Neurose Obsessiva observara que, além do testemunho dos sentidos, a paternidade exige o processo de dedução lógica. 

## Uma sobreposição da cultura sobre a natureza
Através do uso deste termo, Lacan destacava que a filiação é um fato da linguagem. O ser humano insere-se na cultura pela filiação, esta é transmitida pelo testemunho, pela palavra, logos.
É no "nome-do-pai" que devemos reconhecer o suporte da função simbólica que, desde a aurora dos tempos históricos, identifica sua pessoa à figura da lei. Ou seja, trata-se de uma função cujos efeitos são inconscientes. As relações que o sujeito mantém com a imagem e ações da pessoa que a encarna são indicadores para a escuta clínica. 
Supõe-se que, na origem da humanidade, a dedução lógica teria sido exigida pela pergunta pela paternidade, pela função do pai na procriação. Essa era uma questão que exigia ir além do que poderia ser dado através do acasalamento. O que ordena a filiação é um nome que tem origem na relação de parentesco e não no acasalamento. 
O complexo de Édipo, introduzido pela psicanálise, marca a discordância entre a função simbólica da ordenação e a encarnação dessa função. O mito de Édipo ilustra essa discordância entre reconhecimento simbólico (universalidade) dessa função e as falhas no exercício dessa função (contingências). 
Essa discordância caracteriza o inconsciente como um saber que não se sabe. O método de acesso a esse saber supõe o trabalho de escuta da equivocidade de linguagem como uma leitura  da equivocidade constitutiva do desejo.
Freud relacionara a equivocidade da linguagem e o inconsciente em "Os chistes e sua relação com o inconsciente"  Uma aproximação entre os processos inconscientes e os processos de criação de figuras de linguagem, como as metáforas foi também introduzida por Freud em "A Interpretação dos sonhos" 

## A função da Metáfora
A expressão Nome-do-Pai conota a relação simbólica com as palavras. A primazia da relação com os significantes, chamados por Freud de representantes das representações (Sachvorstellungen).
Entre as formas equívocas de linguagem, encontramos as metáforas. Para destacar a equivocidade do desejo, Lacan recorreu ao uso de expressões também equívocas. Uma delas é metáfora do nome-do-pai” (Nom-du-Père), que equivale simultaneamente a “nome-do-pai” e “não-do-pai”. Metáfora é o processo e o efeito do que é substituído e, em ausência, representado. De modo que, substituindo um par significante por outro par significante, temos metáfora. E a relação que falta (ausente), se faz representar (se faz presente porque está ausente) na relação que a substituiu. O sujeito se ausenta (se eclipsa) ao se fazer representar, no simbólico, pelo par significante. Esse sujeito intervalar, eclipsado, é aquele que se fez representar no Outro, se deixando levar pelo efeito de sua fala. O aforismo que melhor apresenta essa concepção diz: “O inconsciente é o discurso do Outro”.
O significante pai introduz um corte, que é a diferença entre as gerações, a série de gerações. Pois se no princípio o pai está morto, somente resta o nome-do-pai, e tudo gira em torno disso.
No Seminário R.S.I., (inédito), Lacan (1974-1975) aborda os "nomes-do-pai", assim no plural, a partir do suporte topológico da cadeia borromeana. Esta estrutura ele toma emprestado da topologia. Inicialmente, Lacan trabalha com uma cadeia de três enlaces, Real, Simbólico e Imaginário. O plural implica ainda um número indefinido de enlaces encadeados pelo furo, o um equivalente ao conjunto vazio. Sem furo não haveria nomeação (nomination). Os nomes-do-pai seriam nomes primeiros que iniciam uma série, uma nomeação. 

## Uso clínico do conceito
O conceito de "foraclusão do nome-do-pai" foi elaborado por Lacan (1957-1958) no contexto da releitura do "Complexo de Édipo". O conceito de foraclusão serve para delimitar a estrutura clínica da psicose em comparação com o uso do termo recalque para a estrutura clínica da neurose.
Freud abordava o Édipo a partir da estrutura clínica da neurose. Nessa perspectiva, o complexo de Édipo equivaleria à neurose infantil. Assim, a questão da não dissolução do Édipo remeteria a uma estrutura clínica neurótica. Lacan vai pensar o Édipo no contexto da constituição do sujeito, que supõe 1) autoerotismo (correspondendo às pulsões parciais e ao corpo fragmentado); 2) narcisismo (onde o eu é um objeto com o qual se estabelece a dialética do estadio do espelho: eu vejo um outro me olhando; 3) Escolha de objeto e identificação: Édipo e dissolução do édipo. A escolha do objeto se faz sob a perspectiva de um terceiro, deseja-se o desejo do Outro. Hamlet não deseja Ofélia senão quando Laerte manifesta que a ama. 